# Ankou

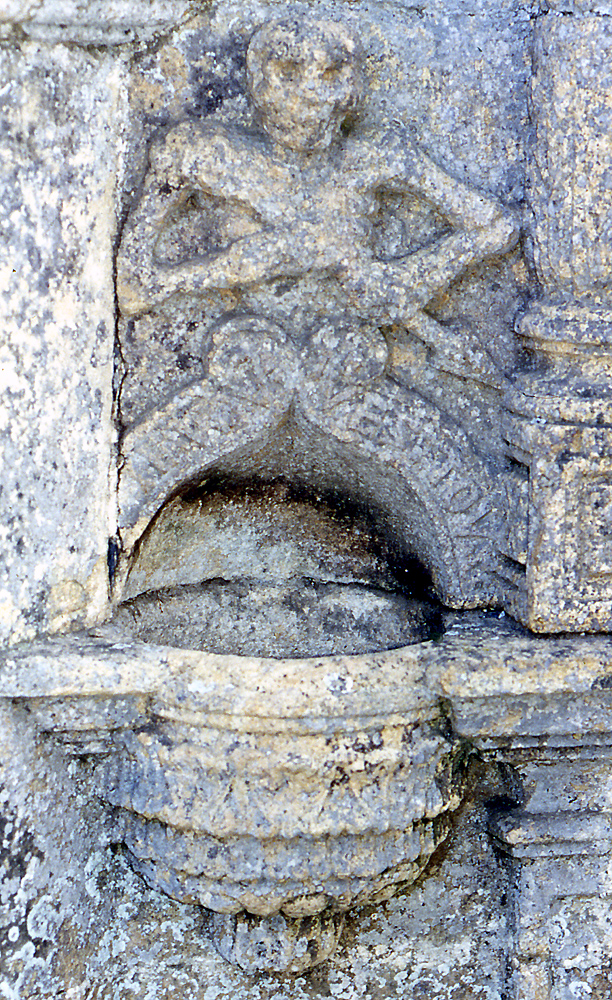
Wyobrażenie Ankou w La Roche-Maurice, Finistère

Ankou – uosobienie śmierci w kulturze Bretanii. Według tamtejszych wyobrażeń, odbiera on dusze zmarłych i pomaga im w podróży do następnego świata, używając swojego starego, zniszczonego wozu. Wóz ten ciągną dwa konie, jeden stary i chudy, drugi młody i silny (czasami mowa jest o czterech czarnych koniach o niesprecyzowanym wieku).
Zgodnie z legendami, Ankou jest wysoki, nosi kapelusz z szerokim rondem oraz długi płaszcz. Niektóre opowieści mówią także o kościotrupach, biegnących za wozem. Według innych, Ankou, to pierwsze dziecko Adama i Ewy.